# Города Арабского Востока
«Города Арабского Востока» — энциклопедический справочник, изданный в 2007 году в издательстве «Восток — Запад». Автор-составитель — П. В. Густерин. Ответственный редактор — научный руководитель ИВ РАН В. В. Наумкин.

## Содержание
Справочник содержит разностороннюю информацию по 500 городам арабского мира важнейшим с экономической, административной и культурно-исторической точек зрения. Подробно излагается прошлое исторических городов, в том числе доисламский период, поэтому «Справочник» можно назвать опытом сквозной исторической урбанистики. Включает некоторые сведения, впервые опубликованные на русском языке.
Содержит «Указатель городов по странам» и 8 приложений. Иллюстрации отсутствуют.

### Примеры статей
- АЛЕКСАНДРИЯ.
- КАИР.
- МЕДИНА.
- МЕККА.

## Идея создания
Арабский Восток — лингвокультурный ареал, который его представители называют Эль-Ватан эль-‘Арабий, что условно можно перевести как Арабский мир или Pax Arabica. Роль этого геополитического пространства в прошлой и настоящей жизни планеты трудно переоценить, а поскольку показателем развития любого общества являются его города, то это, как пишет автор в «Предисловии», и стало основополагающей идеей «Справочника».

## Отзывы
Книга получила положительную оценку В. Э. Шагаля, Е. М. Примакова, И. М. Фильштинского, Г. Г. Косача, Т. А. Шумовского, В. Н. Кирпиченко, М. Б. Пиотровского, В. Д. Ушакова, А. М. Васильева, Р. Г. Ланды, Н. Н. Вашкевича, Е. А. Резвана, О. Г. Большакова, А. Б. Куделина, О. Г. Пересыпкина и других арабистов.

## Сведения об издании
Формат — 130×200 мм.
Объём — 352 стр.; 18,4 п. л.
Тираж — 2000 экз.
ISBN 978-5-478-00729-4